# Iwan Ciciankou
Iwan Iwanawicz Ciciankou (biał. Іван Іванавіч Ціцянкоў, ros. Иван Иванович Титенков, Iwan Iwanowicz Titienkow; ur. 5 listopada 1953 w Klejewiczach) – białoruski zootechnik i polityk, w latach 1990–1995 deputowany do Rady Najwyższej Białoruskiej SRR/Rady Najwyższej Republiki Białorusi XII kadencji, w latach 1994–1999 zarządzający sprawami Prezydenta Republiki Białorusi.

## Życiorys
Urodził się 5 listopada 1953 roku we wsi Klejewicze, w rejonie kościukowickim obwodu mohylewskiego Białoruskiej SRR. W 1973 roku ukończył Klimowckie Technikum Sowchozowe, a w 1981 roku – Białoruską Państwową Akademię Gospodarstwa Wiejskiego. W latach 1973–1975 służył w szeregach Armii Radzieckiej. W latach 1975–1976 pracował jako zootechnik w sowchozach „Dubrowa” i „Bratskij” i w kołchozie „Leninskaja Iskra” w rejonie kościukowickim. W latach 1976–1977 był głównym zootechnikiem sowchozu „Kowgarskij” w rejonie osipowickim. W latach 1977–1985 pełnił funkcję dyrektora tego sowchozu.
W latach 1985–1990 pracował w strukturach Komunistycznej Partii Białorusi i samorządu. Stanął na czele oddziału partii w rejonie krasnopolskim obwodu mohylewskiego, jednym z najbardziej poszkodowanych w wyniku awarii elektrowni atomowej w Czarnobylu. W latach 1990–1995 był deputowanym do Rady Najwyższej Białoruskiej SRR/Rady Najwyższej Republiki Białorusi XII kadencji. Pełnił w niej funkcję sekretarza Komisji ds. Problemów Katastrofy w Czarnobylu. W latach 1992–1994 był pierwszym zastępcą dyrektora generalnego Międzynarodowej Fundacji „Dziedzictwo Czarnobyla”. W czasie kampanii wyborczej przed wyborami prezydenckimi w 1994 roku był jednym z aktywistów sztabu Alaksandra Łukaszenki. 4 sierpnia 1994 roku został mianowany na nowo utworzone stanowisko zarządzającego sprawami Prezydenta Republiki Białorusi. W maju 1995 roku, po referendum dotyczącym m.in. zmiany symboli państwowych, osobiście zniszczył biało-czerwono-białą flagę państwową Republiki Białorusi, zdjętą z dachu rezydencji prezydenta.
19–20 stycznia 1999 roku prezydent powierzył mu koordynację pracy na rzecz poprawy rozwoju społeczno-ekonomicznego obwodu brzeskiego i kontrolę nad realizacją decyzji prezydenta. 6 grudnia 1999 roku został zwolniony ze stanowiska zarządzającego sprawami prezydenta „za własną prośbę”. Zastąpił go Uładzimir Hanczarenka.
Po zakończeniu kariery politycznej wyjechał do Moskwy, gdzie zajął się działalnością biznesową. Od lutego 2000 do 2001 roku pełnił funkcję kierownika zarządu logistyki firmy Itera, a następnie prowadził firmę budowlaną.

## Krytyka
Zdaniem autorów książki „Kto jest kim w Białorusi” utworzone przy udziale Iwana Ciciankoua lub pod patronatem kierowanego przez niego Działu Administracyjnego Prezydenta podmioty (przedsiębiorstwo „Torgekspo”, Fundacja Machmuda Esambajewa, Dom Handlowy „Biełaja Ruś”, firma Konto-Grupp) dzięki protekcji politycznej korzystały z ogromnych ulg celnych lub omijały obowiązujące na Białorusi prawo. Ponadto z inicjatywy Ciciankoua pod zarząd Działu Administracyjnego przekazany miał być znaczny majątek państwowy w postaci obiektów, nieruchomości, rezerwatów, a także koncern rzemiosł ludowych.

## Życie prywatne
Iwan Ciciankou jest żonaty, ma dwoje dzieci.